# O-1602
O-1602是一种含氮有机化合物，化学式C
17H
22O
2，属于一种大麻素，由美国Organix Inc公司开发，化学结构上与异常大麻二酚（Abn-CBD）相似，而和经典的大麻素受体CB1和CB2无明显的成键倾向。